# El otro yo del Dr. Merengue
El otro yo del Dr. Merengue es un personaje creado por el dibujante, humorista y editor argentino Guillermo "Willy" Divito, quizás el más popular de este creador, junto a sus famosas Chicas.

## Historia y características
Apareció en la revista El Hogar y luego en el diario Clarín, desde su primer número, en 1945. Naturalmente, Divito lo llevó a su propia revista, Rico Tipo, en cuanto vio el éxito de la misma. Llegó a tener su propia revista, El Doctor Merengue, como suplemento de Rico Tipo.
"Una especie de Mr. Hyde criollo", según lo definió Pablo de Santis en su libro Rico Tipo y las Chicas de Divito. Un señor serio y encumbrado al que las normas sociales le imponen callar muchas de las cosas que quiere expresar. Entonces su otro yo aparece, como un fantasma, y nos muestra lo que realmente piensa o siente.
Contada por el propio Divito, la anécdota del origen del Dr. Merengue sucedió en el hipódromo. Él estaba en allí apostando y un conocido le pidió prestado un dinero para seguir apostando porque se había quedado sin un peso. "Willy" se lo cedió gentilmente y el otro recuperó y comenzó a ganar. Cuando ya llevaba ganado bastante dinero, celebraba, muy orondo, mientras que esta vez era Divito el que se había "hundido" y lo miraba ganar esperando que hiciera el gesto de devolverle su préstamo. Como esto no ocurría, le dedicaba por dentro insultos irreproducibles. "No era lo suficientemente amigo como para decirle con confianza que me lo devolviera", señalaba "Willy". "Ahí fue que concebí al doctor Merengue y a su otro yo, que dice las cosas que el doctor piensa, pero que por las normas sociales, se ve impedido de expresar."